# Gyulatelke
Gyulatelke (románul: Coasta) település Romániában, Erdélyben, Kolozs megyében.

## Fekvése
Kolozsvártól északkeletre, Bonchidától délkeletre, Széktől délre fekvő település.

## Története
Gyulatelke (-háza) nevét 1318-ban v. Gyulatelke néven említette először oklevél.
1326-ban v. Gulahaza, 1587-ben Gywlatelke, 1750-ben Gyulatelek, 1808-ban Gyulatelke h., 1913-ban Gyulatelke néven írták.
1329-ben p., t. Gulateleke ... in vicinitate Zeekakna. A magtalanul elhalt Gula nemes örökölt birtoka volt,  melyet Károly Róbert király Hontpázmány nemzetségbeli Pogány István mesternek adott cserébe.
1883. február 3-án a falu vidékét érintette a mócsi meteorithullás, amely a Mezőség területén 8 falu térségének közelében mintegy 300 kilogrammnyi meteorit anyagot hozott. Mócson és Vajdakamaráson kivül Mezőgyéres, Gyulatelke, Visa, Báré, Mezőkeszü, Magyarpalatka, Marokháza községet érintette a szóródási ellipszis.
A trianoni békeszerződés előtt Kolozs vármegye Mocsi járásához tartozott.
1910-ben 528 lakosából 59 magyar, 469 román volt. Ebből 16 római katolikus, 455 görögkatolikus, 45 református volt.

## Látnivalók
- Dujardin-kúria